# 拉塞爾維爾 (密蘇里州)
拉塞爾維爾（英語：Russellville）是位於美國密蘇里州科爾縣的城市。

## 人口
根據2020年美國人口普查的數據，拉塞爾維爾的面積為2.07平方千米，皆為陸地。當地共有人口778人，而人口密度為每平方千米376人。